# GRO J0422+32

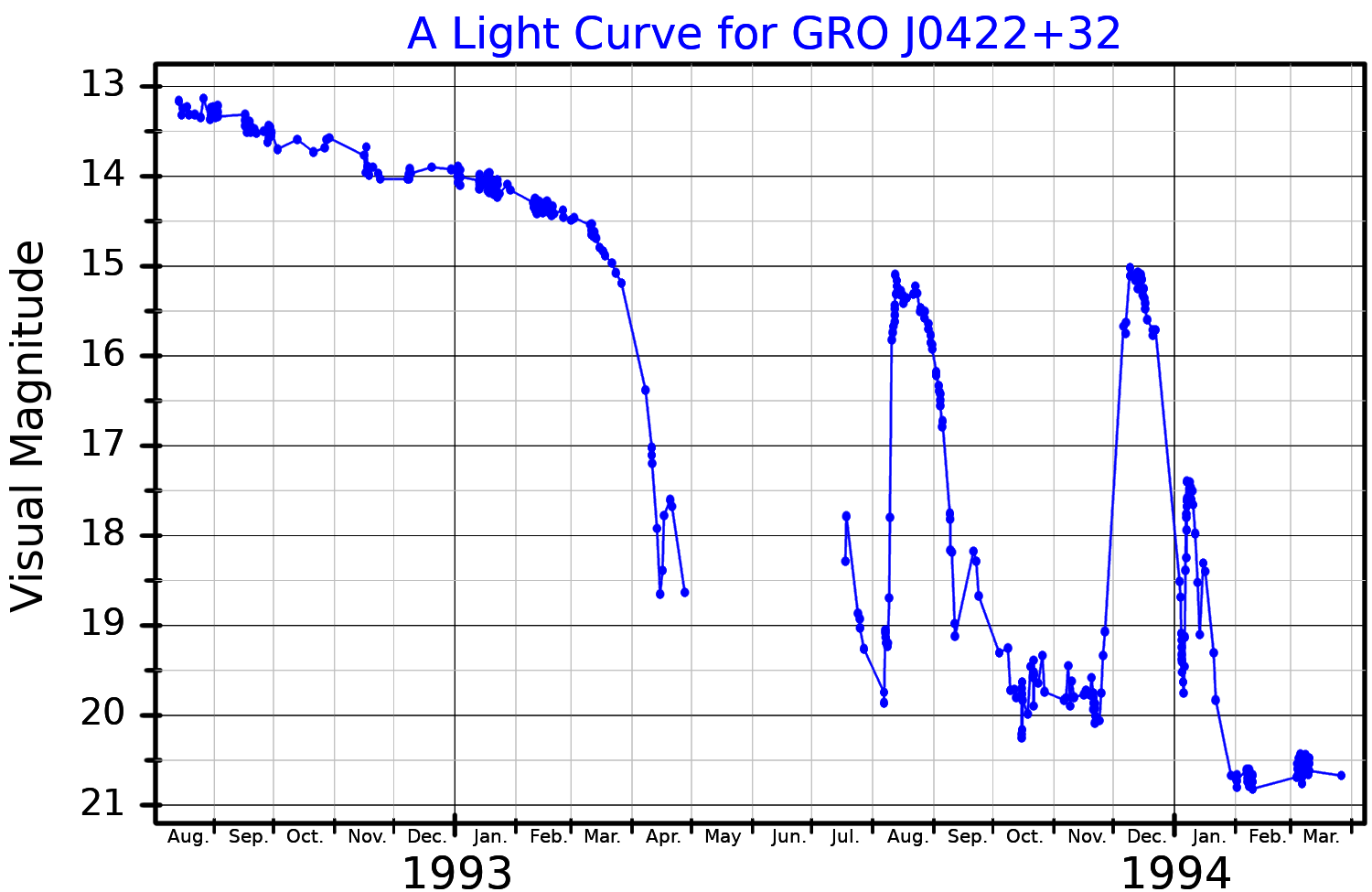
Кривая блеска в видимом излучении для GRO J0422+32, данные из работы Chevalier и Ilovaiski (1995)

GRO J0422+32 — рентгеновская новая, кандидат в чёрные дыры, открытый при наблюдениях на инструменте BATSE космической обсерватории Комптон 5 августа 1992 года. Во время вспышки объект являлся более мощным источником гамма-излучения в диапазоне энергий до 500 кэВ, чем пульсар в Крабовидной туманности.
Масса чёрной дыры GRO J0422+32 находится в диапазоне от 3,66 до 4,97 масс Солнца. Это самая маленькая масса среди известных для чёрных дыр звёздной массы, причём это значение близко к теоретическому верхнему пределу (~2,7 массы Солнца) для нейтронной звезды. Дальнейший анализ, проведённый в 2012 году, дал оценку массы 2,1 массы Солнца, что лишь усилило вопрос о типе объекта.
Известно, что у GRO J0422+32 есть компаньон, красный карлик спектрального класса M V518 Per из созвездия Персея, обладающий видимой звёздной величиной 13,5 в полосе B и 13,2 в видимой области спектра.